# Содом (книга)
Содом — книга, написанная Фредериком Мартелем. Вышла в феврале 2019 года одновременно в двадцати странах на восьми различных языках; на французском языке она вышла в издательстве Роберт Лаффон под заголовком Sodoma : Enquête au cœur du Vatican. Английское издание озаглавлено In the closet of The Vatican.

## Содержание
Мартель использовал свидетельств 41 кардинала, 52 епископов и 45 апостольских нунций. Книга пытается поднять завесу над темой гомосексуальности в Римско-католической церкви.
Автор утверждает, что подавляющее большинство священников и епископов, работающих в Ватикане, гомосексуальны. При этом некоторые из них произносят гомофобные речи.
Некоторым священнослужителям удаётся сдерживать свои желания, сублимируя их в аскетическое воздержание.

## Выступления на телевидении

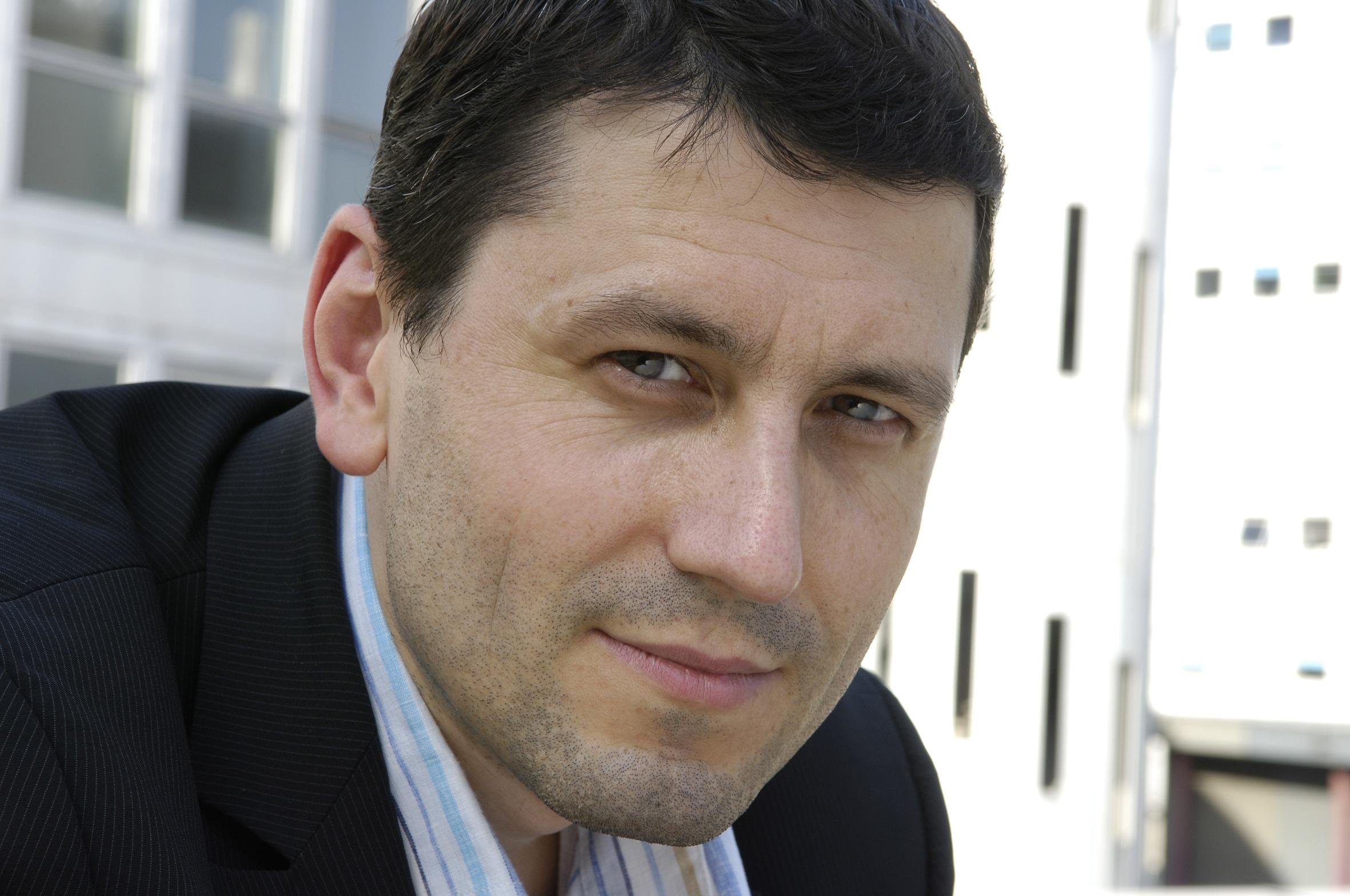
Фредерик Мартель, автор книги Содом.

- Yann Barthès. Invité : Frédéric Martel pour "Sodoma, enquête au cœur du Vatican" (фр.) // Quotidien. — TMC, 14 февраля 2019.
- Xavier Lambrechts. Sodoma, le livre sur l’homosexualité dans l’Église catholique qui scandalise le Vatican (фр.) // Grand Angle. — TV5 Monde Info, 22 февраля 2019.
- Ali Baddou interviewe Frédéric Martel. Vatican et homosexualité : l’enquête choc (фр.) // C l'hebdo. — France 5, 23 февраля 2019.

Другой участник дебатов: Финкелькраут, Ален
- Natacha Polony, Thierry Ardisson. « Qu’un évêque soit homosexuel me pose aucun problème », Frédéric Martel // Les Terriens du dimanche !. — C8, 24 февраля 2019.
- Alexis Favre. Scandales sexuels, loi du silence : l’Église en faillite ? // Infrarouge. — Radio télévision suisse, 20 марта 2019.